# Dylan Borlée
Dylan Borlée född den 22 september 1992 är en belgisk friidrottare som tävlar i kortdistanslöpning. Dylan är bror till Jonathan Borlée, Kevin Borlée samt Olivia Borlée som också är friidrottare. I Inomhus-EM 2015 i Prag vann Dylan silver på 400 meter.